# Cilicisch-Armenië
Cilicisch-Armenië was een middeleeuwse Armeense staat aan de Middellandse Zee, op het gebied van het huidige Turkije. Van de 12e tot de 14e eeuw was het een koninkrijk. Het heette toen officieel Armeens Koninkrijk Cilicië. Dit Armeense koninkrijk ontstond naast de Armeense gebieden uit het Byzantijnse Rijk waar in de elfde eeuw ook de Seltsjoekse en Bagrandse gebieden van Armenië bijkwamen en het gebied ging op in het mammelukken-sultanaat Caïro. De hoofdstad was Sis (Kozan); daarnaast was de havenstad Ayaş het belangrijkste cultuur- en handelscentrum.
Cilicisch-Armenië speelde een grote rol in de ontwikkeling van de Armeense literatuur, tekenkunst, theater, architectuur, rechtsleer, taal (het Middel-Armeens) en krijgskunde. In de 13e eeuw kwam de Armeense cultuur tot haar volle bloei in Cilicië. Sindsdien zagen de Armeniërs hun cultuur als een westerse beschaving. De laatste koning van Armenië, Leo VI Lusignan, herinnerde in zijn testament als zijn neven de koningen van Engeland, Aragon en Castilië.
Voor de westerse wereld zelf gold Cilicisch-Armenië als de Poort van Azië. Zo was Ayas de plaats in Azië, vanwaaruit Marco Polo in 1271 vertrok voor zijn beroemde reis naar het Verre Oosten. In 1375 werd het rijk ten val gebracht door de mammelukken. Toen veel Armeense vorsten daarna naar het westen trokken, brachten ze, volgens historicus Johan Huizinga, de glans van het wonderlijke Oosten met zich mee.

## Geschiedenis

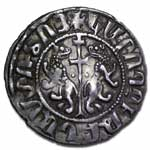
Muntstuk uit Koninkrijk Armenië, ca. 1080-1375. De Armeense letters zeggen: Met Gods mogendheid.

In de 7e eeuw werd Cilicisch-Armenië op de Byzantijnen veroverd door de Arabieren. In 964 wist keizer Nicephorus II het te heroveren, maar de streek had erg onder de bezetting geleden en moest worden heropgebouwd. Hiervoor deed de keizer een beroep op de grote groepen Armeniërs, die eerder reeds hun thuisland hadden verlaten en zich in de huidige grensstreek van Turkije met Syrië en Irak hadden gevestigd. Zo ontstond het rijk Cilicisch Armenië.
Rond 1080 zou Ruben I, de vorst van dit rijkje, via een opstand tegen Byzantium de feitelijke onafhankelijkheid verwerven. Zijn zoon Constantijn I heerste van 1095 tot 1099; zijn kleinzoon Thoros I van 1099 tot 1129. Beide laatste Ishkhans verwelkomden de kruisvaarders als bevrijders. Constantijn gaf Josselin I, de latere derde graaf van Edessa, zijn dochter tot echtgenote, terwijl Boudewijn van Boulogne, eerste graaf van Edessa, in het huwelijk trad met de dochter van Constantijns broer Thoros. Zo gingen de christenen van het Oosten deel uitmaken van het uitgestrekte kruisvaardersnetwerk van de Oriënt.

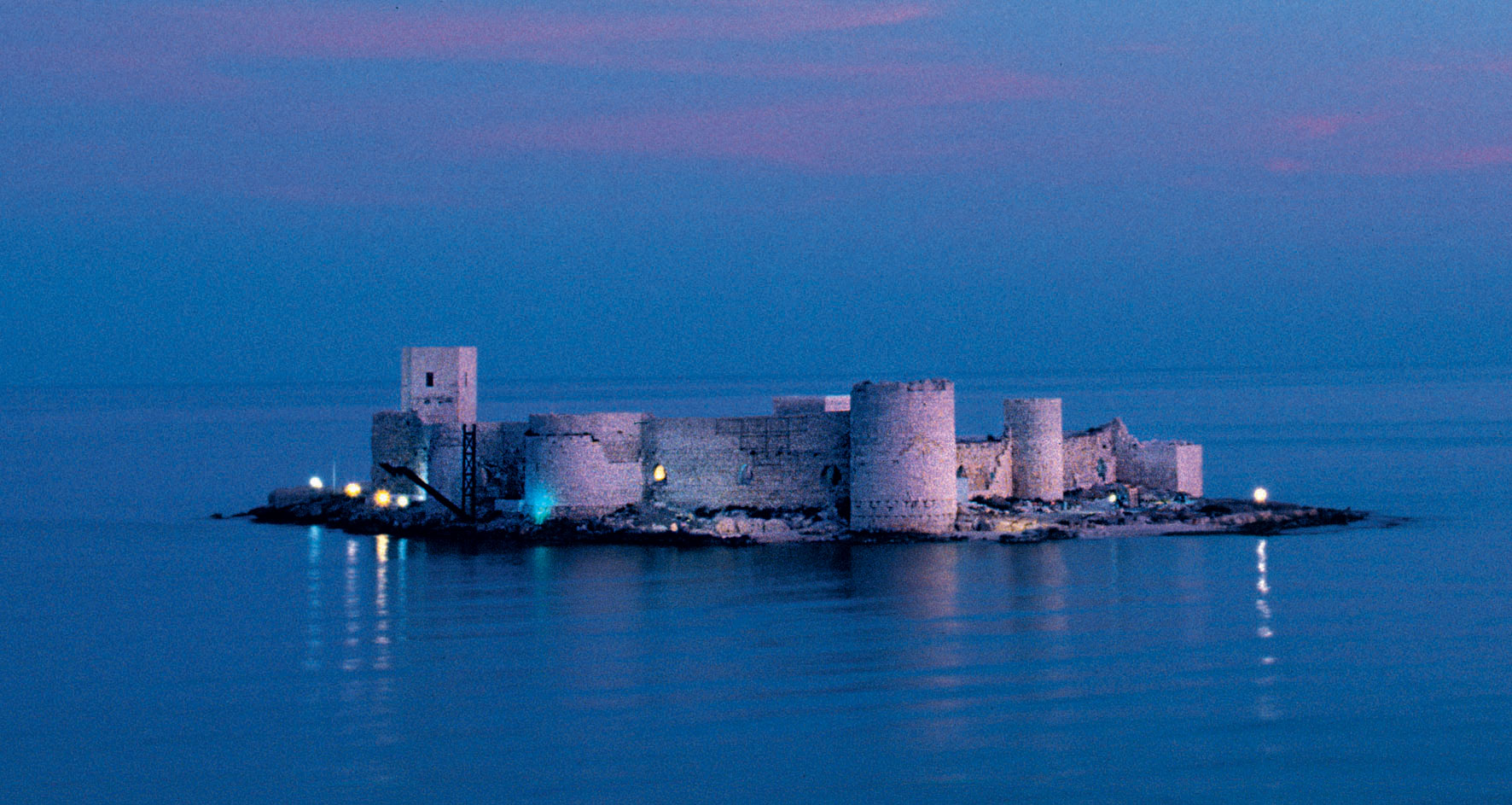
Waterburcht van de havenstad Korikos, gebouwd in de 13e eeuw.

Het duurde niet lang vooraleer Cilicisch Armenië hier profijt van trok. Met de steun van Tancred, prins van Antiochië, kon Thoros I, zoon en opvolger van Constantijn, de vestingen Anazarba en Sis veroveren.

## Koningen van Cilicische Armenië

### Roupeniden (1080-1198)
- Ruben I van Armenië (1080 - 1095)
- Constantijn I van Armenië (1095 - 1102)
- Thoros I van Armenië (1102 - 1129)
- Constantijn II van Armenië (1129)
- Leo I van Armenië (1129 - 1140)
- Thoros II van Armenië (1140 - 1169)
- Ruben II van Armenië (1169 - 1170)
- Mleh van Armenië (1170 - 1175)
- Ruben III van Armenië (1175 - 1187)
- Leo II van Armenië (1187 - 1219) (als koning Leo I 1198-1219)
- Isabella van Armenië (1219 - 1252)

### Hethumiden (1226-1342)

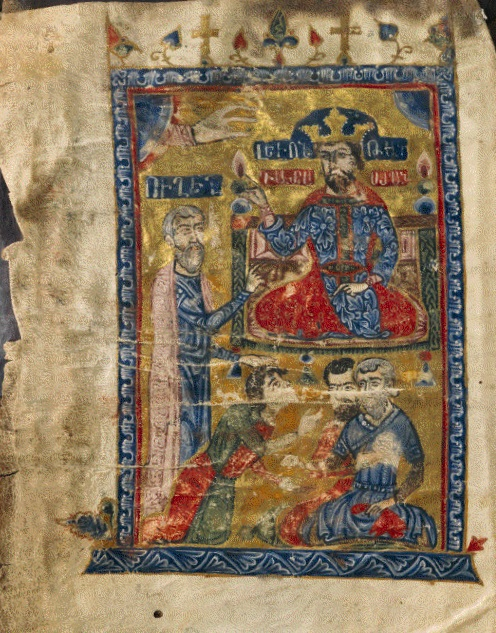
Koning Leo V, miniatuurschilderij van Sargis Pitsak (1331).

- Hethum I van Armenië (1226 - 1270) (man van Isabella)
- Leo III van Armenië (1270 - 1289) (als koning = Leo II)
  - Keran van Armenië (1270 - 1285) (vrouw van Leo III)
- Hethum II van Armenië (1289 - 1293)
- Thoros III van Armenië (1293 - 1298)
  - Hethum II (1294 - 1297)
- Sempad van Armenië (1298 - 1299)
- Constantijn III van Armenië (1299)
  - Hethum II (1299-1307)
- Leo IV van Armenië (1301 - 1307) (als koning = Leo III)
- Oshin van Armenië (1307 - 1320)
  - Oshin van Korikos regent van Armenië,
- Leo V van Armenië (1320 - 1341) (als koning = Leo IV)

### Lusignanen (1342-1464)
- Constantijn IV van Armenië van Lusignan (1342 − 1344).
- Constantijn V van Armenië van Lusignan (1344 − 1362)
- Constantijn VI van Armenië van Lusignan (1362 − 1373).
  - Peter I van Cyprus (1361-69)
- Leo VI van Armenië, van Lusignan (1363 − 65)(1374- 1375), († 1393).

als koning =Leo V  de laatste koning van Cilicisch Koninkrijk Armenië.
- van 1375 tot 1504: sultanaat van de mammelukken
- van 1504 tot 1917: Ottomaanse Rijk
- vanaf 1917: Turkije

## De nominale koningen
- Jacobus I, koning van Cyprus en Armenië (1396-1398) een nominale titel
- Janus, koning van Cyprus, Jeruzalem en Armenië(1398-1432) een nominale titel
- Jan II, koning van Cyprus, Jeruzalem en Armenië (1432-1458) een nominale titel
- Charlotte, koningin van Cyprus, Jeruzalem and Armenië (1458-1464) een nominale titel

 Huis Savoye.
Nahangen van Armenië: Opper-Armenië · Sofene · Arzanene · Toeroeberan · Maxoëne · Corduene · Parskahajk · Vaspoerakan · Sjoenik · Artsach · Pajtakaran · Oetik · Goegark · Tajk · Ajrarat

Andere Armeense streken: Karin · Taron · Commagene · Armeens-Mesopotamië · Nor Sjirakan · Klein-Armenië · Cilicië · Mardali